# Tressot

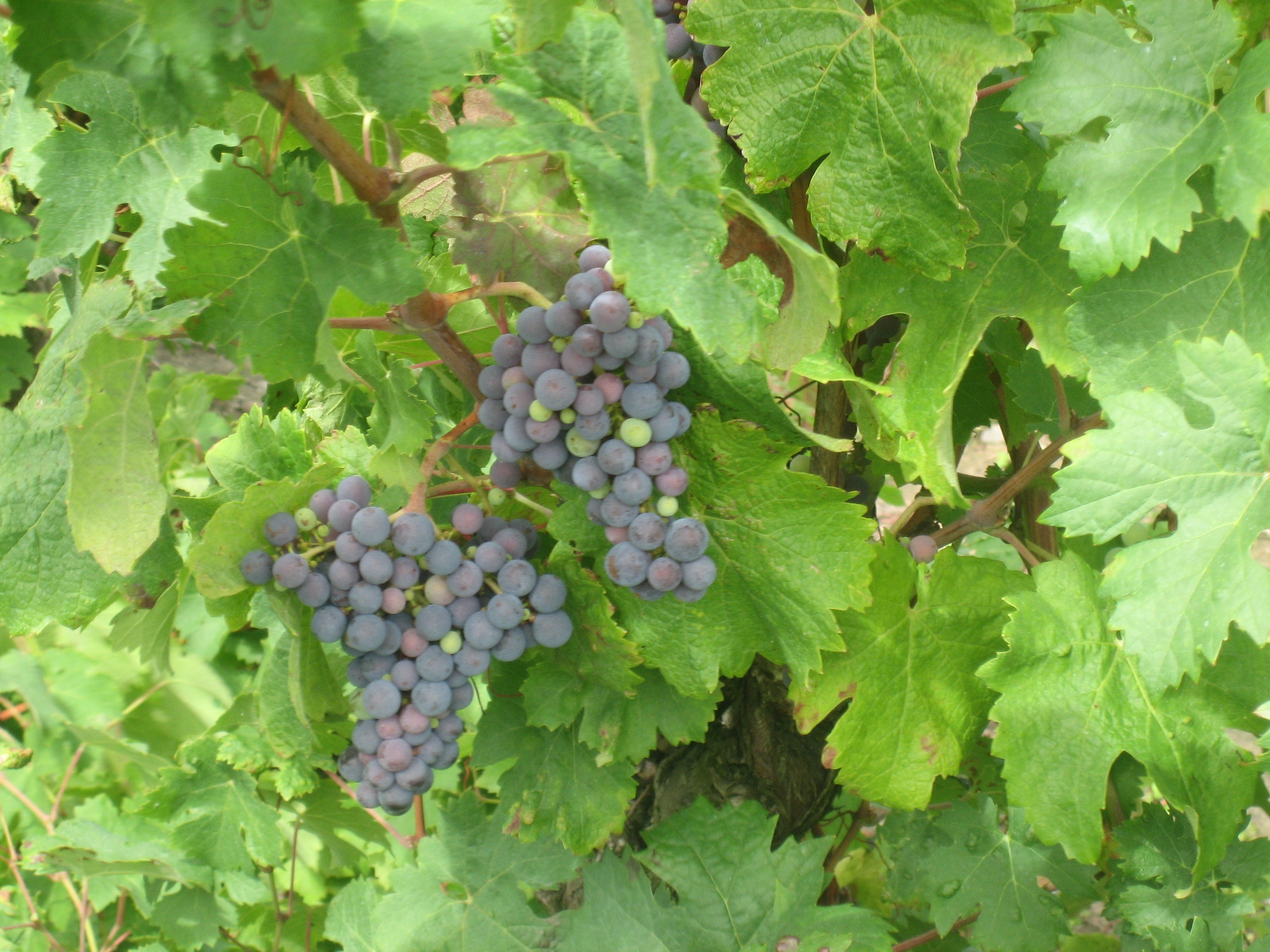
Blauw druivenras

De Tressot is een zeer oude Franse blauwe druivensoort, uit de regio Chablis.

## Geschiedenis
Voor het eerst werd deze druif in 1394 vermeld in het departement Yonne in het noordoosten van Frankrijk onder de naam Treceaux. Tot aan het begin van de 20e eeuw stond deze variëteit bekend onder de naam Tresseau De naam komt vermoedelijk van trois ceps, wat drie wijnstokken betekent, want het produceerde drie maal zoveel wijn als de beroemde Pinot Noir. Het is een kruising tussen de Petit Verdot en de Duras, zo heeft DNA-onderzoek uitgewezen.  Er is wel sprake van enige verwarring omdat een aantal synoniemen ook bij andere druivensoorten voorkomen: zo deelt de Tressot het synoniem Noirien met de rassen Négrette en Gascon en met de Pinot Noir de synoniemen Morillon Noir en Noirien.

## Kenmerken

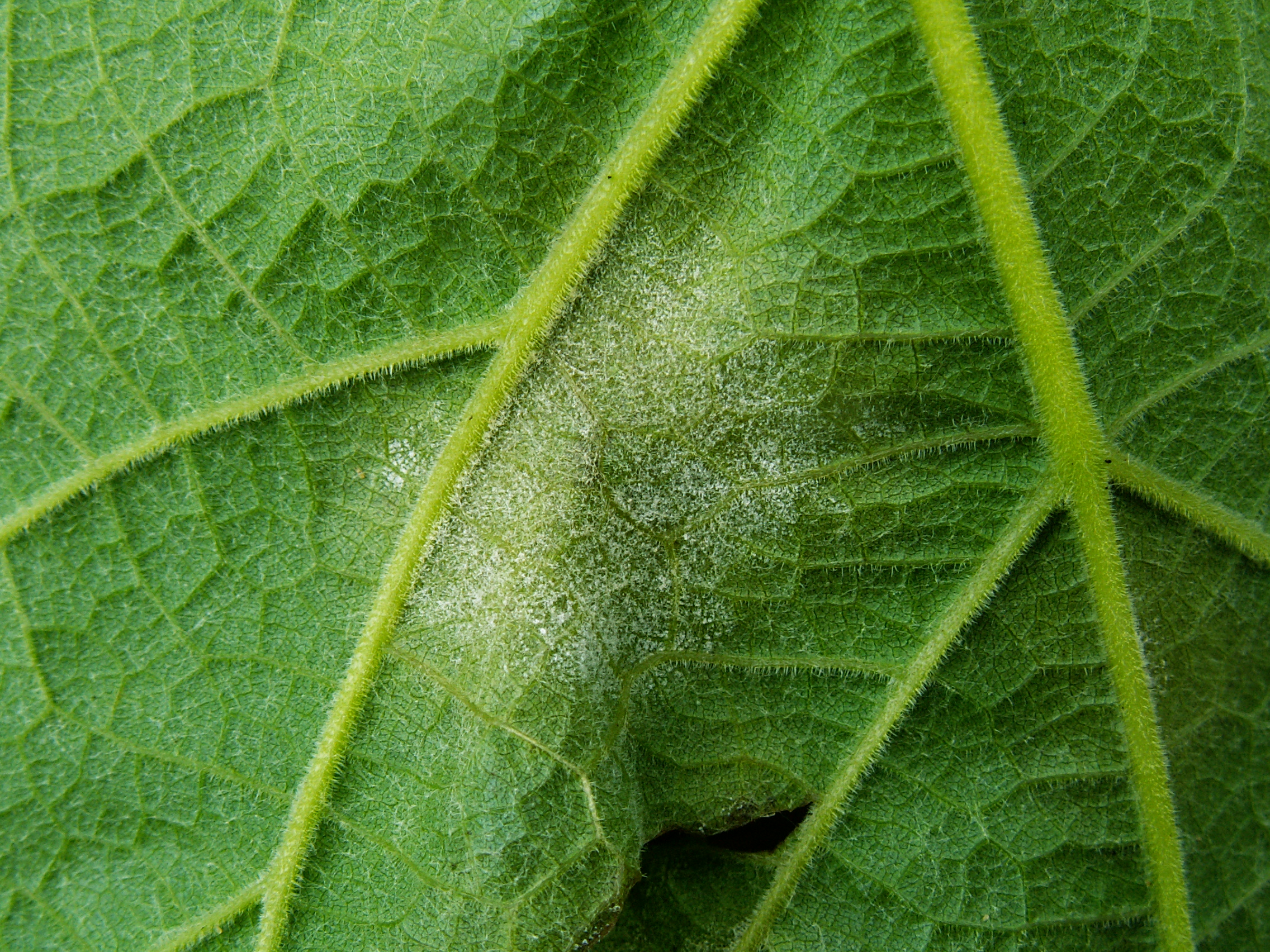
Echte meeldauw

Deze druif heeft kleine vruchten, die rond half september volledig rijp zijn. Het gevaar is de echte meeldauw, die zeer regelmatig de kop opsteekt. De wijn heeft een diep donkere rode kleur, ondoorzichtig en is krachtig van smaak.

## Gebieden
In Yonne wordt deze druif nog minimaal geproduceerd; in 2010 is nog maar 10 hectare overgebleven.

## Synoniemen[1]
- Ancien Tresseau
- Bon Tressot
- Bourguignon Noir
- Bregin Panache
- Foualliard
- Fouallieux
- Grand Noir
- Grand Tressiot
- Grand Verrot
- Gros Tressot

- Guila Noir
- Morillon Noir
- Nairen Noir
- Nairien
- Nairien Noir
- Nere Noir
- Neri Blau
- Nerien
- Nerre
- Neuchateler

- Noirien
- Pendoulat
- Petit Nerre
- Petit Verot
- Petite Nerre
- Plant de Thoisey
- Treceau
- Treceault
- Tresseau

- Tresseau Ordinaire
- Tressiot
- Tressiot Enrage
- Vereau
- Vero
- Verot
- Verrot
- Verrot de Coulanges